# Plaza on Brickell
Plaza on Brickell est un ensemble de deux gratte-ciel résidentiels, construit à Miami en Floride aux États-Unis de 2005 à 2007, situé sur l'avenue Brickell où se concentre un grand nombre de gratte-ciel.
Il comprend :
- La Plaza on Brickell Tower I haute de 186 mètres comprenant 56 étages
- La Plaza on Brickell Tower II haute de 160 mètres comprenant 48 étages

La Plaza on Brickell Tower I comprend 450 logements pour une surface de plancher de 46 451 m2.
À sa construction en 2007, c'était l'un des plus hauts immeubles de Miami.
L'architecte est l'agence Nichols Brosch Wurst Wolfe & Associates aujourd'hui appelée Nichols Architects basée en Floride.